# Leonard Freed
Leonard Freed (Nueva York, Brooklyn, 23 de octubre de 1929–Garrison, 29 de noviembre de 2006) fue un fotógrafo estadounidense especializado en fotoperiodismo y miembro de la agencia Magnum.

## Biografía
Nació en una familia judía de trabajadores con orígenes en Europa Oriental. Realizó sus estudios primarios y secundarios en Nueva York. Aunque le hubiese gustado ser pintor cuando en 1949 se compró una cámara de 35 mm para visitar Europa y empezó a tomar fotografías en los Países Bajos descubrió una nueva pasión. Después de su viaje por Europa y África regresó a Estados Unidos donde recibió clases en la New School de Alekséi Brodóvich, que no le cobró por sus clases.
En 1956 conoció a Brigitte Klück, que se convertiría en su mujer en 1960 y tuvieron una hija. 
En 1958 se trasladó a Ámsterdam para fotografiar la comunidad judía de la ciudad. Durante los años 1960 continúo trabajando como fotógrafo freelance, realizando numerosos viajes. Entre los temas y acontecimientos que fotografió se encuentran: el movimiento por los Derechos Civiles en Estados Unidos; la guerra de Yom Kipur en 1973 o el funcionamiento del Departamento de Policía de Nueva York entre 1972 y 1979. Un hito en su carrera fue el movimiento por los derechos civiles americano, ya que viajó acompañando a Martin Luther King en su marcha desde Alabama a Washington, recorriendo todo el país. Este viaje le permitió producir su libro Black in White America en 1968. Su trabajo sobre la aplicación de la ley en la ciudad de Nueva York también dio lugar a un libro en 1980 titulado Police Work.
Edward Steichen adquirió tres fotografías de Freed para la colección del Museo de Arte Moderno. En 1967, Cornell Capa seleccionó a Freed como uno de cinco fotógrafos escogidos para participar en su exposición sobre Concerned Photography, junto a Bischoff, Kertész, Chim y Dan Weiner.  En 1972 se unió a la agencia Magnum Fotos. Publicó su trabajo en múltiples publicaciones entre las que se encuentran: Der Spiegel, Die Zeit, Fortuna, Libération, Life, Look, París-Match, GEO, Stern o The Sunday Times Magazine de Londres.
Después continúo tomando fotografías en Italia, Turquía, Alemania, Líbano y los Estados Unidos. También tomó cuatro películas para las televisiones japonesa, holandesa y belga. Su obra ha sido adquirida por el Centro internacional de Fotografía, el museo Stedelijk de Ámsterdam, el Cabinet des Estampes de Leiden, entre otros.
Murió en Nueva York el 29 de noviembre de 2006, después de una batalla contra el cáncer de próstata.

## Películas
- 1993 Joey Goes a Wigstock (color,10')

## Premios
- Beca Estatal para las Artes, Nueva York, 1978
- Dotación nacional para las Artes, 1980